# Armando Palacio Valdés
Armando Palacio Valdés (Entralgo, Astúrias, 4 de outubro de 1853 — Madrid, 29 de janeiro de 1938), escritor e crítico literário espanhol, pertencente ao Realismo do século XIX. Repousa no Cemitério de La Carriona, em Avilés.

## Biografia
Armando Francisco Bonifacio Palacio y Rodríguez-Valdés nasceu em Entralgo, na província das Astúrias, em 4 de outubro de 1853, filho mais velho de Silverio Palacio y Cárcaba, advogado, e de Eduarda Rodríguez-Valdés y Alas, aristocrata. Seus irmãos, Atanasio e Leopoldo, também eram escritores.
Seus primeiros escritos foram publicados na Revista Europea. Eram ensaios pungentes, marcantes por seu julgamento independente e humor refinado, e tiveram tanto sucesso junto ao público que o jovem iniciante logo foi nomeado editor da Revista . O melhor de sua obra crítica encontra-se em Los Oradores del Ateneo (1878), Los Novelistas españoles (1878), Nuevo viaje al Parnaso e La Literatura en 1881 (1882), este último escrito em colaboração com Leopoldo Alas.
Em 1881 publicou um romance, El señorito Octavio , que mostra um poder de observação incomum e a promessa otimista de coisas melhores por vir. Em Marta y Maria (1883), um retrato da luta entre a vocação religiosa e a paixão terrena, algo à maneira de Valera, o Palacio Valdés alcançou um triunfo popular.

## Obras
- Semblanzas literarias (1871).
- Los oradores del Ateneo (1878)
- El nuevo viaje al Parnaso (1879)
- Com Leopoldo Alas, La literatura en 1881
- El señorito Octavio (1881).
- Marta y María (1883).
- Aguas fuertes (1884).
- El idilio de un enfermo (1884).
- José (1885).
- Riverita (1886).
- Maximina (1887).
- El cuarto poder (1888).
- La hermana San Sulpicio (1889).
- La espuma (1890).
- La fe, 1892.
- El maestrante (1893).
- El origen del pensamiento (1893).
- Los majos de Cádiz (1896).
- La alegría del capitán Ribot (1899).
- La aldea perdida (1903).
- Tristán o el pesimismo (1906).
- Los papeles del doctor Angélico (1911)
- Años de juventud del doctor Angélico (1918)
- La novela de un novelista (1921).
- Cuentos escogidos (1923).
- La hija de Natalia (1924).
- El pájaro en la nieve y otros cuentos (1925)
- Santa Rogelia (1926).
- Los cármenes de Granada (1927).
- Testamento literario (1929).
- Sinfonía pastoral (1931).
- El gobierno de las mujeres (1931)
- Obras completas (1935).
- Álbum de un viejo (1940).